# Tomasz Szklarski
Tomasz Szklarski (ur. 27 lipca 1971, zm. 26 kwietnia 2014) – polski szpadzista, dwukrotny indywidualny mistrz Polski, medalista Uniwersjady (1997 i 1999).

## Kariera sportowa
Był zawodnikiem Piasta Gliwice. Dwukrotnie zdobywał indywidualne mistrzostwo Polski (1996 i 1998), czterokrotnie mistrzostwo Polski w drużynie (1994, 1997, 1998, 1999). Ponadto na mistrzostwach Polski zdobył jeszcze medal srebrny indywidualnie (1999) i brązowy drużynowo (1993 i 1996).
W 1997 wywalczył brązowy, a w 1999 srebrny, medal Letniej Uniwersjady w turnieju drużynowym. Reprezentował Polskę na mistrzostwach świata w 1997 (39 m. indywidualnie i 6 m. drużynowo) i 1998 (72 m. indywidualnie i 17 m. drużynowo).